# Lista de representantes permanentes de El Salvador nas Nações Unidas
Esta é uma lista de representantes permanentes de El Salvador, ou outros chefes de missão, junto da Organização das Nações Unidas em Nova Iorque.
El Salvador foi um dos Estados fundadores das Nações Unidas e é membro desde 24 de outubro de 1945.
| Início | Término | Representante permanente (Chefe de missão) | Cargo                    | Credenciais |
| ------ | ------- | ------------------------------------------ | ------------------------ | ----------- |
| 1945   | 1951    | Héctor David Castro                        | Representante permanente |             |
| 1951   | 1962    | Miguel Rafael Urquía                       | Representante permanente |             |
| 1962   | 1967    | Antonio Álvarez Vidaurre                   | Representante permanente |             |
| 1967   | 1977    | Reynaldo Galindo Pohl                      | Representante permanente |             |
| 1977   | 1979    | Miguel Rafael Urquía                       | Representante permanente |             |
| …      | …       |                                            |                          |             |
| 1986   | 1989    | Roberto Meza                               | Representante permanente |             |
| 1989   |         | Ricardo Guillermo Castaneda-Cornejo        | Representante permanente |             |
| 2000   |         | José Roberto Andino-Salazar                | Representante permanente | 2000-01-13  |
| 2002   |         | Victor Manuel Lagos Pizzati                | Representante permanente | 2002-09-09  |
| 2004   | 2011    | Carmen María Gallardo Hernández            | Representante permanente | 2004-09-17  |
| 2011   | 2013    | Joaquín Alexander Maza Martelli            | Representante permanente | 2011-08-23  |
| 2013   | 2014    | Carlos Enrique García González             | Representante permanente | 2013-03-13  |
| 2014   | atual   | Rubén Ignacio Zamora Rivas                 | Representante permanente | 2014-08-13  |